# Kuntur Wachana
Kuntur Wachana (del quechua: 'donde nace el cóndor')  es un docudrama peruano de 1977 hablado en quechua cuzqueño y dirigido por el cusqueño Federico García Hurtado.
La película, que ganó el premio internacional de la crítica FIPRESCI en el X Festival Internacional de Cine de Moscú, es un retrato de los movimientos sociales comunitarios en el mundo andino.

## Argumento
El líder indígena Saturnino Huillca llega  a la hacienda Huarán, en el ahora distrito de Calca en el Valle Sagrado de los Incas en el Cusco para organizar un sindicato y emprender la recuperación de tierras. Junto al anciano pastor Mariano Quispe organizan la toma de tierras que otrora pertenecieron a sus antepasados. Pero Quispe es envenenado y los sindicalistas reprimidos por las fuerzas policiales. Años después, con la Reforma Agraria en 1969 y bajo el liderazgo de José Zúñiga Letona y Rubén Ascue, los campesinos vuelven a intentarlo formando una cooperativa agraria.

## Reparto
Intérpretes principales
- Aparicio Masías como Mariano Quispe
- Mario Herrera como José Zúñiga Letona
- Luis Álvarez como Hacendado
- Delfina Paredes como Patrona
- Rocío Nieto como Adriana
- Hugo Álvarez como Gárate
- Alejandro Vásquez como Palomino
- Efraín Fuentes como Sargento
- Hernán Tejeda como Juez
- Guido Guevara como Tinterillo
- Zulema Arriola como Hija
- Rafael Alvan como Yerno
- Honorato Ascue como Sicario
- Guido Zamalloa como Diputado
- Teófilo Cardenas como Asesor Legal
- Jorge Cáceres como Comunero
- Olga Ciurlizza como Señora
- Angelino Borda como Alto Misayoq

Interpretan su propio rol
- Saturnino Huillca
- Efraín Solís
- Vladimiro Valer
- Rubén Ascue
- Vicente Quispe
- Bonifacio Baños
- Campesinos del Valle Sagrado de los Incas.

## Producción
La película es una iniciativa tanto de García Hurtado como de los campesinos de la cooperativa Huarán en Cusco. Los campesinos decidieron en asamblea comunal financiar una película que contase la historia de su formación como organización comunal agraria. El guion se basó en los testimonios orales de los propios campesinos de la cooperativa. El rodaje se inició en 1975 y la postproducción se extendió hasta 1977.

## Premios
- Premio Internacional de la Crítica – FIPRESCI, Festival de Moscú, 1977[2]
- Premio Consejo Mundial de la Paz, Moscú, 1977
- Premio Niña de Plata - Festival de Benalmádena, España, 1977